# École d'été de Marktoberdorf
L'École d'été de Marktoberdorf est une école d'été internationale annuelle, d'une durée de deux semaines, en informatique et en mathématiques qui s'adresse à des étudiants titulaires d'une maîtrise ou jeunes chercheurs en thèse. Elle a lieu chaque année depuis 1970 à Marktoberdorf, près de Munich. Les étudiants sont logés dans l'internat du lycée local de Marktoberdorf. Des comptes-rendus sont publiés le cas échéant.

## Statut
L'école d'été de Marktoberdorf est une école d'été pour chercheurs en informatique théorique,. Les directeurs ou codirecteurs sont des autorités en informatique théorique; certains sont récipiendaires du prestigieux Prix Turing.
L'école est financée comme un institut d'études avancées dans le cadre du programme NATO Science for Peace and Security (en) de l’OTAN de promotion des sciences pour la paix et la sécurité. Elle est administrée par le département d'informatique de l'université technique de Munich.

## Directeurs

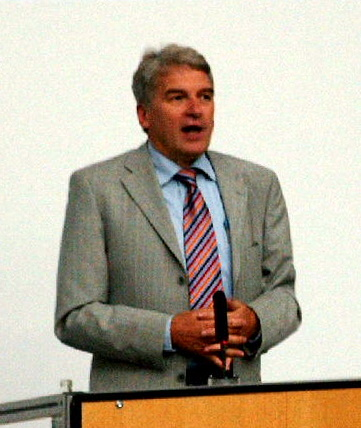
Manfred Broy, l'un des directeurs de l'École.

Parmi les directeurs ou co-directeurs passés, il y a (par ordre alphabétique) :
- Manfred Broy[3]
- Friedrich L. Bauer
- Robert Lee Constable
- Edsger W. Dijkstra [8]
- Javier Esparza
- Orna Grumberg
- David Harel
- C. A. R. Hoare[8]
- Orna Kupferman
- Tobias Nipkow
- Doron Peled
- Amir Pnueli[8]
- Alexander Pretschner
- Shmuel Sagiv
- Helmut Schwichtenberg
- Helmut Seidl
- Stanley S. Wainer